# Nakwiatek wydmowy
Nakwiatek wydmowy (Anthicus bimaculatus) – gatunek chrząszcza z rodziny nakwiatkowatych i podrodziny Anthicinae.

## Taksonomia
Gatunek ten opisany został po raz pierwszy w 1801 roku przez Johanna K.W. Illigera jako Notoxus bimaculatus.

## Morfologia
Chrząszcz o ciele długości od 3 do 4 mm, raczej gęsto porośniętym przylegającym owłosieniem białego koloru. Ubarwiony jest w całości jasnożółto z V-kształtną, ciemną przepaską za środkiem długości pokryw, rzadko z brunatnym zapiersiem i odwłokiem. Duża, drobno i, z wyjątkiem skroni, stosunkowo gęsto punktowana głowa ma trójkątne wcięcie na tylnym brzegu. Tak szerokie jak głowa, wyraźnie z tyłu przewężone przedplecze ma gęsto punktowaną powierzchnię. Zarys pokryw jest owalny z dobrze uwidocznionymi barkami, pośrodku najszerszy. Odnóża przedniej pary odznaczają się zewnętrzną stroną wierzchołka goleni przedłużoną w wyrostek.

## Ekologia i występowanie
Jest to owad psammofilny, a przypuszczalnie także słonolubny. Zasiedla pobrzeża wód słonych i słodkich o piaszczystym podłożu, a także piaskownie. Owady dorosłe spotyka się od marca do września w wierzchniej warstwie piasku, pod napływkami i morszczynami oraz wśród korzeni traw. Przylatują do sztucznych źródeł światła.
Gatunek palearktyczny, rozsiedlony od północnej i zachodniej Europy po południowo-wschodnią część Syberii. W Europie stwierdzony został w Wielkiej Brytanii, Francji, Belgii, Holandii, Niemczech, Danii, Szwecji, Norwegii, Finlandii, Estonii, Łotwie, Litwie, Polsce, Białorusi, Szwajcarii, Włoszech, na Węgrzech, Ukrainie, w Mołdawii, Rumunii i Rosji. Niepewne doniesienia pochodzą z Czech i Słowacji. 
W Polsce jest owadem rzadkim, znanym głównie z Pobrzeża Bałtyku, a na nizinach tylko z nielicznych stanowisk: w XXI wieku notowany był nad mazowieckim odcinkiem Wisły, Wartą oraz w piaskowni na Górnym Śląsku.